# Naoki Wako
Naoki Wako (jap. 輪湖 直樹 Wako Naoki; ur. 26 listopada 1989) – japoński piłkarz występujący na pozycji obrońcy. Obecnie występuje w Kashiwa Reysol.

## Kariera klubowa
Od 2008 roku występował w klubach Ventforet Kofu, Tokushima Vortis, Mito HollyHock i Kashiwa Reysol.